# Jess Franco
Jesús "Jess" Franco Manera, född 12 maj 1930 i Madrid, död 2 april 2013 i Málaga, var en spansk filmregissör och jazzmusiker som gjorde runt 200 filmer, de flesta lågbudgetfilmer i olika exploitationfilmsgrenrer, såsom skräckfilm, ofta med mycket naket, ibland även pornografi. Bland hans mest kända filmer är Gritos en la noche (1962) Vampyros Lesbos (1971) och Female Vampire (1974). Han är känd för att ha arbetat under en lång rad pseudonymer, ofta namn tagna från jazzmusiker. Han hade också sitt eget jazzband, "Jess Franco and His B. Band", som gjort musik till flera av hans filmer.

## 1950-1960-talet
Franco började sin karriär under 1950-talet som regiassistent och skrev även en del filmer under detta decennium. I början av 1960-talet regisserade han ett antal svartvita gotiska skräckfilmer, varav den mest kända är Gritos en la noche (1962). Under slutet av 60-talet övergick han till att filma i färg och gjorde en rad psykedeliska filmer som Succubus (1968) och The Girl from Rio (1969) samt två filmer om superskurken Fu Manchu med Christopher Lee, som han senare även regisserade i flera andra filmer (Eugenie... the Story of Her Journey into Perversion, The Bloody Judge, Count Dracula). Han gjorde under en kort period ett flertal filmer med Soledad Miranda innan hon avled i en trafikolycka 1970, den mest kända av dessa är Vampyros Lesbos. Franco har också sagt att han aldrig haft problem att samarbeta med Klaus Kinski, som annars var ökänd för att tycka illa om regissörer och vara svår att arbeta med. De samarbetade bland annat i Count Dracula, Jack The Ripper (1976) och Marquis de Sade's Justine 1969, i vilken även Jack Palance och Mercedes McCambridge medverkade. Han har sedan dess gjort ett flertal filmatiseringar av Markis de Sades verk. Många av hans filmer från åren 1968-1970 producerades av Harry Alan Towers.

## 1970-1980-talet
Under 1970-talet fortsatte han att göra skräckfilmer men även kvinnofängelsefilmer såsom Barbed Wire Dolls och Ilsa the Wicked Warden. Många av filmerna från den tiden producerades av Erwin Dietrich och vissa av dem innehöll pornografiska inslag. Ofta släpptes filmerna i en rad olika mer eller mindre explicit erotiska versioner för olika marknader. Under 1970-talet inledde han sitt samarbete med Lina Romay (1954-2012), som spelat huvudrollen i ett hundratal av hans filmer.
Under andra halvan av 1980-talet gjorde han ett flertal rent pornografiska filmer, ofta med Romay i huvudrollen. Han fortsatte dock även att göra icke-pornografiska filmer i olika genrer, såsom kannibalfilmer, krigsfilmer, med mera. Bland hans mest kända från denna tid är Faceless (1987) med Helmut Berger, Brigitte Lahaie, Telly Savalas och Christopher Mitchum. Liksom Gritos en la noche var den inspirerad av den fransk filmen De bestialiska (Les yeux sans visage, 1960). En annan Franco-film från denna period är Revenge in the House of Usher.

## Senare karriär
1990 skaffade han och producenten Patxi Irigoyen rättigheterna till Orson Welles ofärdiga film Don Quijote, som Welles filmat av och till mellan 1955 och 1969. De hade dock inte tillgång till allt material, men färdigställde en version av filmen och släppte den på Cannesfestivalen 1992. Filmen fick dock aldrig någon egentlig distribution förrän en DVD 2008. Under 1990- och 2000-talet minskade Francos produktionstakt, med runt ett tiotal filmer på vardera av årtiondena, jämfört med ett sjuttiotal under 1980-talet. Flertalet av de nyare filmerna släpptes direkt på video och/eller DVD. Bland hans mest kända filmer från 90-talet är Killer Barbys (1996) en skräckfilm med det spanska punkbandet The Killer Barbies.
Andra skådespelare han ofta arbetat tillsammans med är Howard Vernon, Paul Muller, Antonio Mayans, Jack Taylor och Fred Williams. Francos långvariga partner, Lina Romay avled i cancer 2012 och Franco dog året därpå.

## Filmografi (ett urval)
- 1962 - Gritos en la noche
- 1970 -  Count Dracula
- 1971 - The Devil Came from Akasava
- 1971 - Vampyros Lesbos
- 1971 - She Killed in Ecstasy
- 1972 - Dr. M schlägt zu
- 1976 - Jack The Ripper
- 1982 - Revenge in the House of Usher